# Semnanthe
Semnanthe là chi thực vật có hoa trong họ Aizoaceae.